# Kostel svatých Tří králů (Mnichovo Hradiště)
Římskokatolický filiální kostel svatých Tří králů v Mnichově Hradišti je raně barokní sakrální stavba. Od 31. prosince 1967 je kostel, spolu s areálem kapucínského kláštera, chráněn jako kulturní památka České republiky.

## Historie

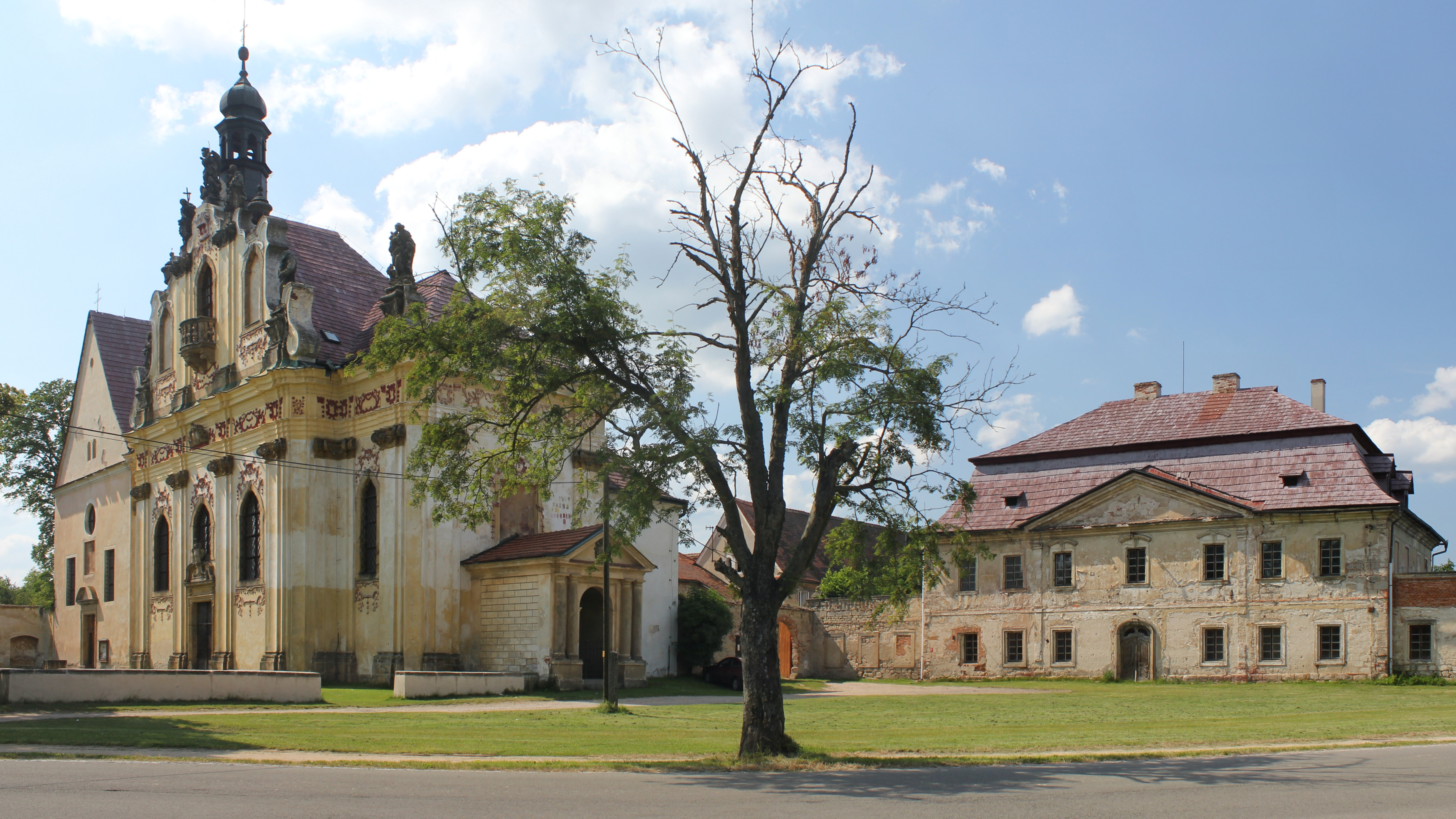
Areál kláštera a kostela sv. Tří králů s kaplí sv. Anny

Kapucíni vybudovali v Mnichově Hradišti pro řád kapucínů typický prostý komplex budov bez zdobných prvků po polovině 17. století. Klášter je tvořen třemi křídly budov, které obklupují dvůr. Klášter je napojen na presbytář kostela. Projekt kostela vypracoval člen řádu P. Jiří z Mnichova. Kostel se začal stavět v roce 1694 a dokončen byl v roce 1699. Od roku 1966 je v kostele instalováno lapidárium středočeské barokní plastiky. Celkem je zde vystaveno asi 50, hlavně pískovcových soch.

## Architektura
Jedná se o obdélnou stavbu s hladkými nezdobenými fasádami a s kaplí Panny Marie nacházející se na jižní straně. Má obdélný presbytář. Po jeho severní straně se nachází oratoř. Na hladkém průčelí, které je vyvršeno do trojhranu, je po portál s rozeklaným štítem.
Vnitřek lodi, presbytáře a kaple Panny Marie je sklenut valenou klenbou s lunetami.

## Zařízení

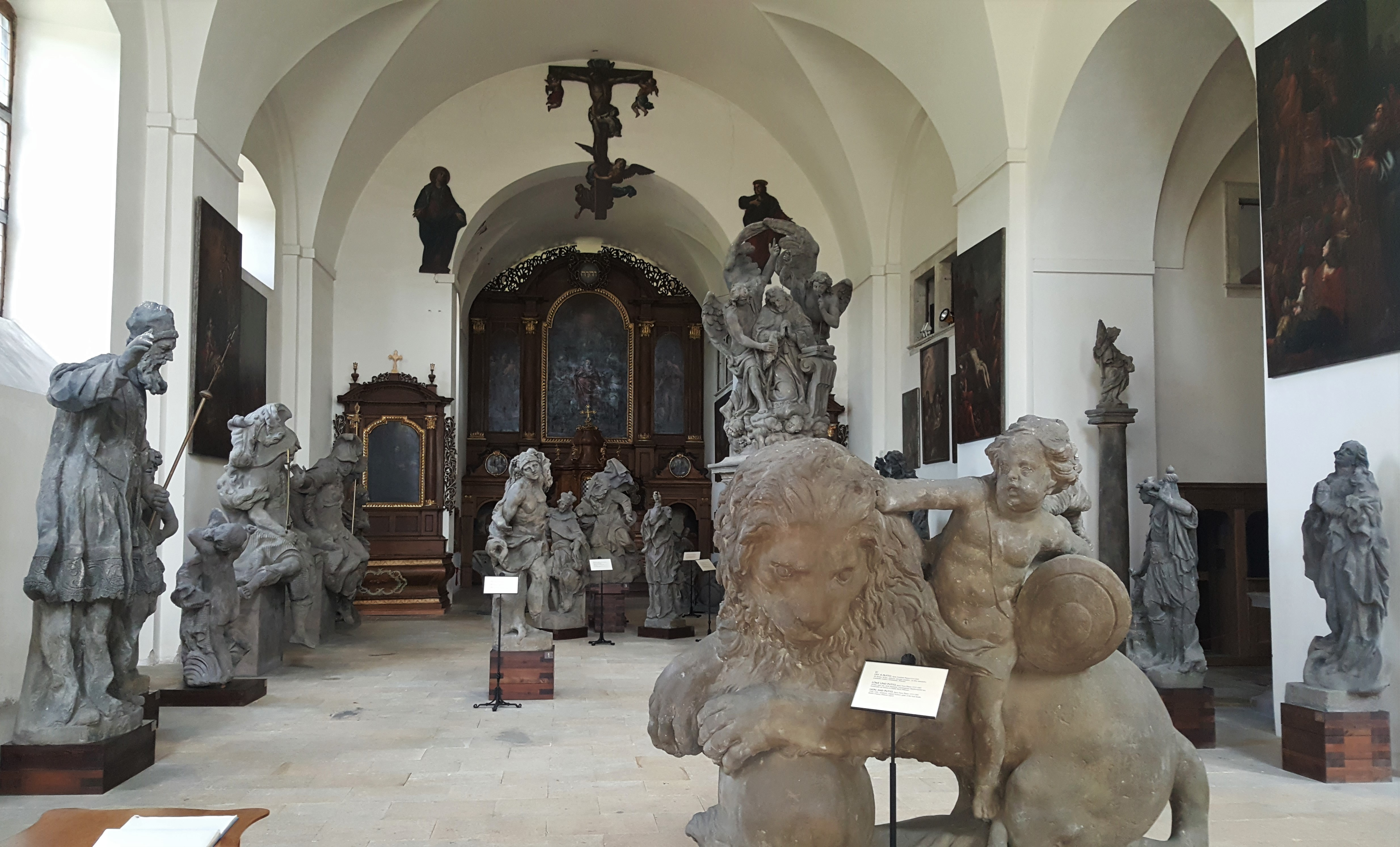
Interiér kostela s lapidáriem

Zařízení kostela je barokní z období kolem roku 1700. Ze zařízení vynikají obrazy svatých Tří králů na hlavním oltáři, a sv. Antonína a sv. Františka na bočních z roku 1699 od Jana K. Lišky. Ze stejného roku je i triptych od M. Světeckého. Nachází se zde také pozoruhodná socha sv. Jana Nepomuckého od Josefa Jelínka, která pochází z roku 1740.

## Okolí kostela
Ke kostelu přiléhá v líci průčelí na východní straně velká kaple sv. Anny, přistavěná v letech 1723-1724.